# Rhynchoryza
Rhynchoryza is een geslacht uit de grassenfamilie (Poaceae). De enige soort komt voor in Zuid-Amerika.

## Soorten
De Catalogue of New World Grasses [13 april 2010] erkent de volgende soort:
- Rhynchoryza subulata